# Écomusée de l'Avesnois

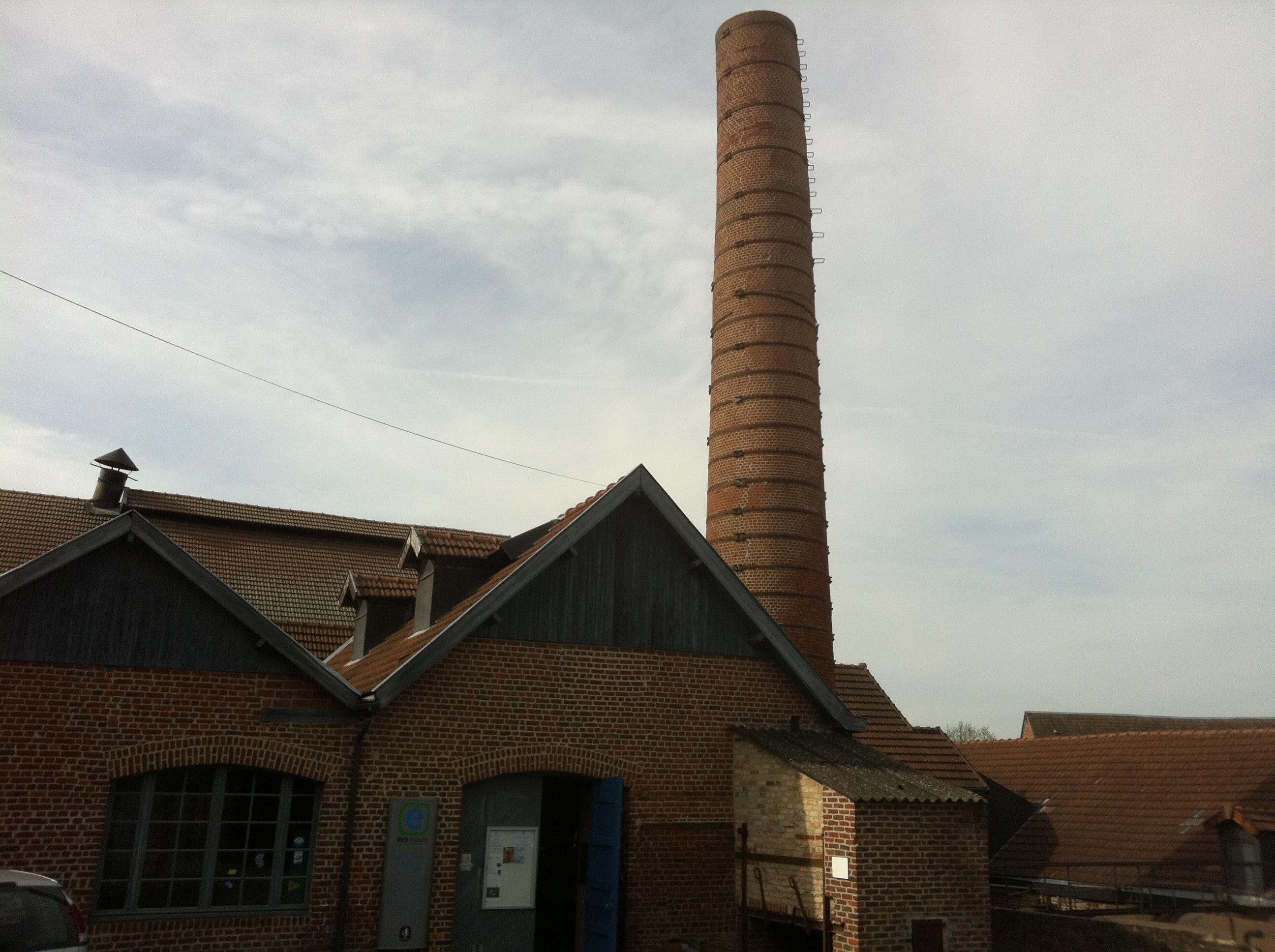
Glasfabriksmuseet i Trélon, ett av fyra museer iÉcomusée de l'Avesnois

Écomusée de l'Avesnois är ett franskt arbetslivsmuseum med närvaro i Avesnois och tre andra platser i Hauts-de-France:
- Textilmuseet i Fourmies 50°05′32″N 4°06′14″Ö / 50.0921111°N 4.10388056°Ö
- Vattenkvarnen Bois Jolis de Felleries 50°08′39″N 4°01′40″Ö / 50.1442472°N 4.02777222°Ö
- Glasbruksmuseet i Trélon 50°03′36″N 4°00′19″Ö / 50.0598917°N 4.00525556°Ö

Museet bildades i juni 1980 i Fourmies, vars museum finns i den tidigare textilfabriken Prouvost-Masurel, vilken var i drift 1874-1978 på en plats som kallas "En dessous des moulins". År 1983 öppnade de båda museerna i Sains-du-Nord och Trélon. Glasbruket i Trélon grundades 1822-23 och lades ned 1977.
År 1990 fick Écomusée de l'Avesnois priset European Museum of the Year Award.